# 双盾木属
双盾木属（学名：Dipelta）是忍冬科下的一个属，为落叶灌木植物。该属共有双盾木（Dipelta floribunda）等3种，分布于中国西南部和西北部。